# Mount Caubvick
Mount Caubvick är ett berg i Kanada.   Det ligger i provinsen Newfoundland och Labrador, i den östra delen av landet, 1 700 km nordost om huvudstaden Ottawa. Toppen på Mount Caubvick är 1 652 meter över havet. Mount Caubvick ingår i Torngat Mountains.
Terrängen runt Mount Caubvick är kuperad åt sydost, men åt nordväst är den bergig. Mount Caubvick är den högsta punkten i trakten. Trakten runt Mount Caubvick är nära nog obefolkad, med mindre än två invånare per kvadratkilometer.. Det finns inga samhällen i närheten.
Trakten runt Mount Caubvick är ofruktbar med lite eller ingen växtlighet.